# ترغوشتة
تَرْغَوِشْتَة (بالرومانية Târgovişte؛ وبالتركية: ترغویشته) مدينة جنوبي وسط رومانيا عاصمة إقليم دنبويتة في ناحية منتانية تبعد عن بوخارست 80 كم ,عدد سكانها 89.000 نسمة. كانت عاصمة الدولة الرومانية في فترة 1396 - 1714 م حيث كانت مركز سياسي, اقتصادي, عسكري, وثقافي في تلك الفترة. وقد أظهرت الحفريات أن المنطقة كانت مأهولة منذ العصر الحجري الحديث وأن المدينة قد تأسست من قبل ملوك الداتشي في القرن الأول إلى الثالث للميلاد ثم ازدهرت في العصر البيزنطي , وفي العصور الوسطى كانت مركز اقتصادي هام حيث كان تعتبر مثل السوق الكبيرة التي تصرف فيها البضائع الزراعية والحيوانات.

## توأمة
لترجوفيشت اتفاقيات توأمة مع كل من:
- تراكي
- تارغوفيشته
- أورفولت
- ميامي
- كوربيتا، لومباردي
- شنترين
- Vellinge Municipality [الإنجليزية]‏
- إيفانو-فرانكيفسك

## أعلام
- نيكولاي تشاوتشيسكو
- حمزة بك الأرناؤوطي
- لورينت ريجيكامف
- ماريان يونسكو
- إلينا تشاوشيسكو
- ثيودور ستولوجان
- أندري فلاد
- أوليفيا أوبريا